# ヴィースバーデン五月音楽祭

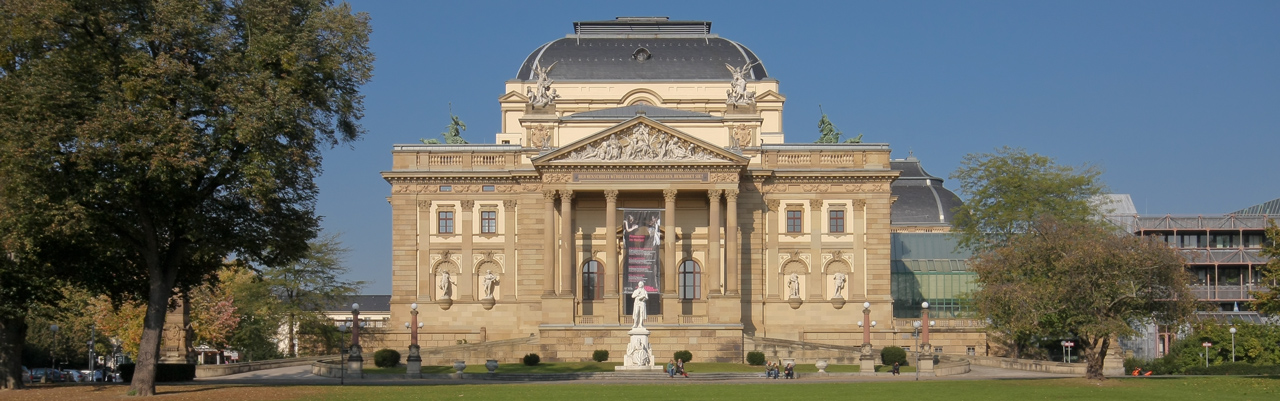
ヘッセン州立劇場

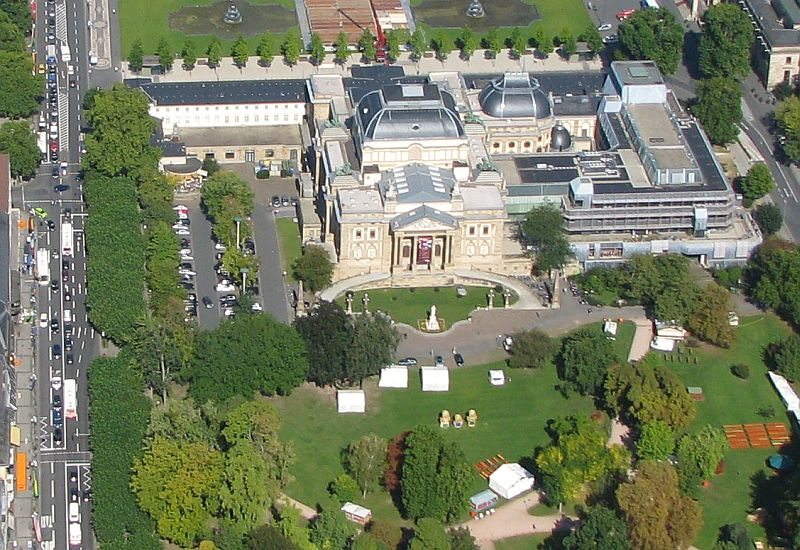
上空からのヘッセン州立劇場

ヴィースバーデン五月音楽祭（ドイツ語: Internationale Maifestspiele Wiesbaden）は、ドイツのヴィースバーデンのヘッセン州立劇場で毎年5月に開催される音楽祭。オペラ、バレエ、演劇、ミュージカルが中心。

## 概要
ドイツ帝国の皇帝は5月にヴィースバーデンに滞在するのが習わしであったが、その期間にバイロイト音楽祭をモデルする「皇帝音楽祭」が構想され、1896年に皇帝ヴィルヘルム2世列席のもと第1回の音楽祭が開催された。当初はリヒャルト・ワーグナーの作品が中心であったが、1900年にカール・マリア・フォン・ウェーバーの『オベロン』が上演されたように、他の作曲家の作品が上演されることもあった。しかし第一次世界大戦で中断を余儀なくされ、1929年になってパウル・ベッカーを芸術監督に「五月音楽週間」として再開され、リヒャルト・シュトラウスの『エジプトのヘレナ』が上演された。ナチス政権のもとでは「大管区文化週間」として1939年まで開催された。
1950年に第二次世界大戦後はじめて開催された。その際に現在の名前に改められ、以後は毎年開催されるようになった。1962年にポーランド国立歌劇場を招いたのを皮切りに、積極的に東側の歌劇団を招くようになった。ドイツ統一前の1989年には西ベルリンのベルリン・ドイツ・オペラ、東ベルリンのベルリン・コーミッシェ・オーパーの双方を招いた。その後も東欧のみならず、北欧、スペイン、イタリア、北米の歌劇団が出演した。一方、バレエでは台湾の雲門舞集、ピナ・バウシュ率いるヴッパタール舞踊団、オランダのネザーランド・ダンス・シアター、アメリカ合衆国のマース・カニンガム舞踏団などが出演した。

## 主要な公演記録
- 1955年：ハンス・フォークトのオペラ・オラトリオ『流れの背後の市』を初演。
- 1962年：ポーランド国立歌劇場がスタニスワフ・モニューシュコの『幽霊屋敷』、イーゴリ・ストラヴィンスキーの『春の祭典』『エディプス王』、アルテュール・オネゲルの『ユーディット』を上演。
- 1989年：ベルリン・ドイツ・オペラがシルヴィオ・ヴァルヴィーゾの指揮でジュゼッペ・ヴェルディの『リゴレット』とレオシュ・ヤナーチェクの『カーチャ・カバノヴァー』を、ベルリン・コーミッシェ・オーパーがハルトムート・ヘンヒェンの指揮でゲオルク・フリードリヒ・ヘンデルの『ジュスティーノ』をそれぞれ上演。またボリショイ劇場はアレクサンドル・ラザレフの指揮でアレクサンドル・ボロディンの『イーゴリ公』とモデスト・ムソルグスキーの『ホヴァーンシチナ』を上演した。
- 2011年：エルンスト・アウグスト・クレツケのオペラ『ベアトリス』を初演。ロディオン・シチェドリンのオペラ『ロリータ』のドイツ語版を初演。